# Ушиб
Уши́б (лат. contusio) — закрытое повреждение тканей и органов без существенного нарушения их структуры. Чаще повреждаются поверхностно расположенные ткани (кожа, подкожная клетчатка, мышцы и надкостница). Особенно страдают при сильном ударе мягкие ткани, придавливаемые в момент травмы к костям.
С точки зрения судебной медицины «ушиб» — это неудачный термин, не определяющий сущность повреждения, а скорее являющийся механизмом образования какого-либо повреждения, например кровоподтёка. Понятие «ушиб» отражает механизм образования, то есть имело место воздействие тупым предметом, в результате которого образуются повреждения в виде ушибленных ран, кровоподтёков, ссадин и т. п., а также субарахноидальные кровоизлияния, разрывы тканей и внутренних органов.
Также «ушибы» могут образоваться при взрывной и огнестрельной травме, когда, помимо местного, локального воздействия, появляются признаки «гидродинамического удара», т. е. повреждение органов и тканей на удалении от «точки приложения силы».
Как правило, при ушибе пострадавшие испытывают более или менее интенсивные боли. Продолжающееся в глубине тканей кровотечение нередко приводит к дополнительной травме соседних тканей в результате их сдавливания, что сопровождается постепенным усилением боли и нарушением функции. Кровоизлияние в месте ушиба обычно проявляется кровоподтёком — сине-багровым пятном, окраска которого постепенно изменяется на зеленоватую и жёлтую.

## Причины

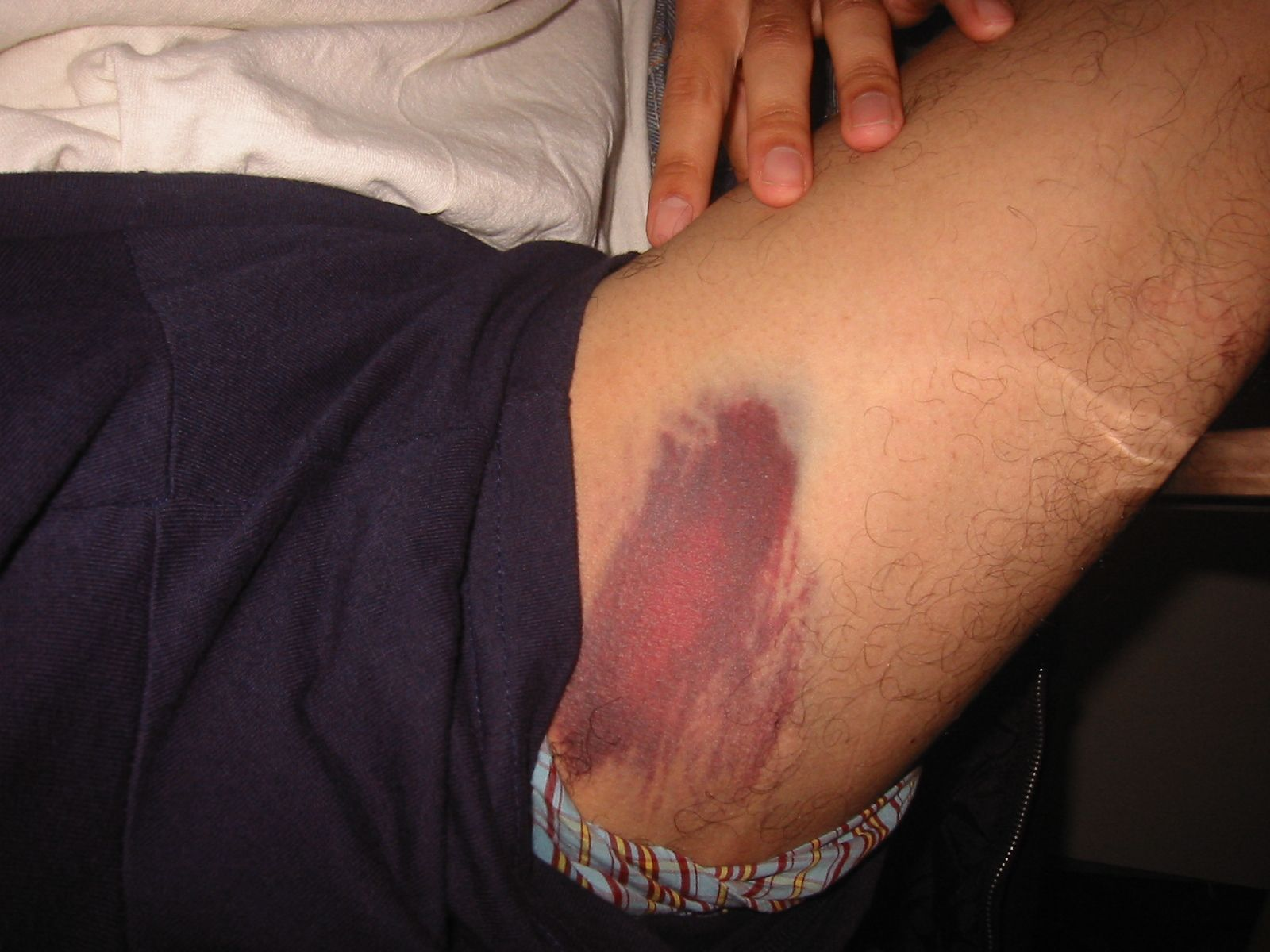
Ушиб, вызванный поручнем, характерным для экстремального спорта

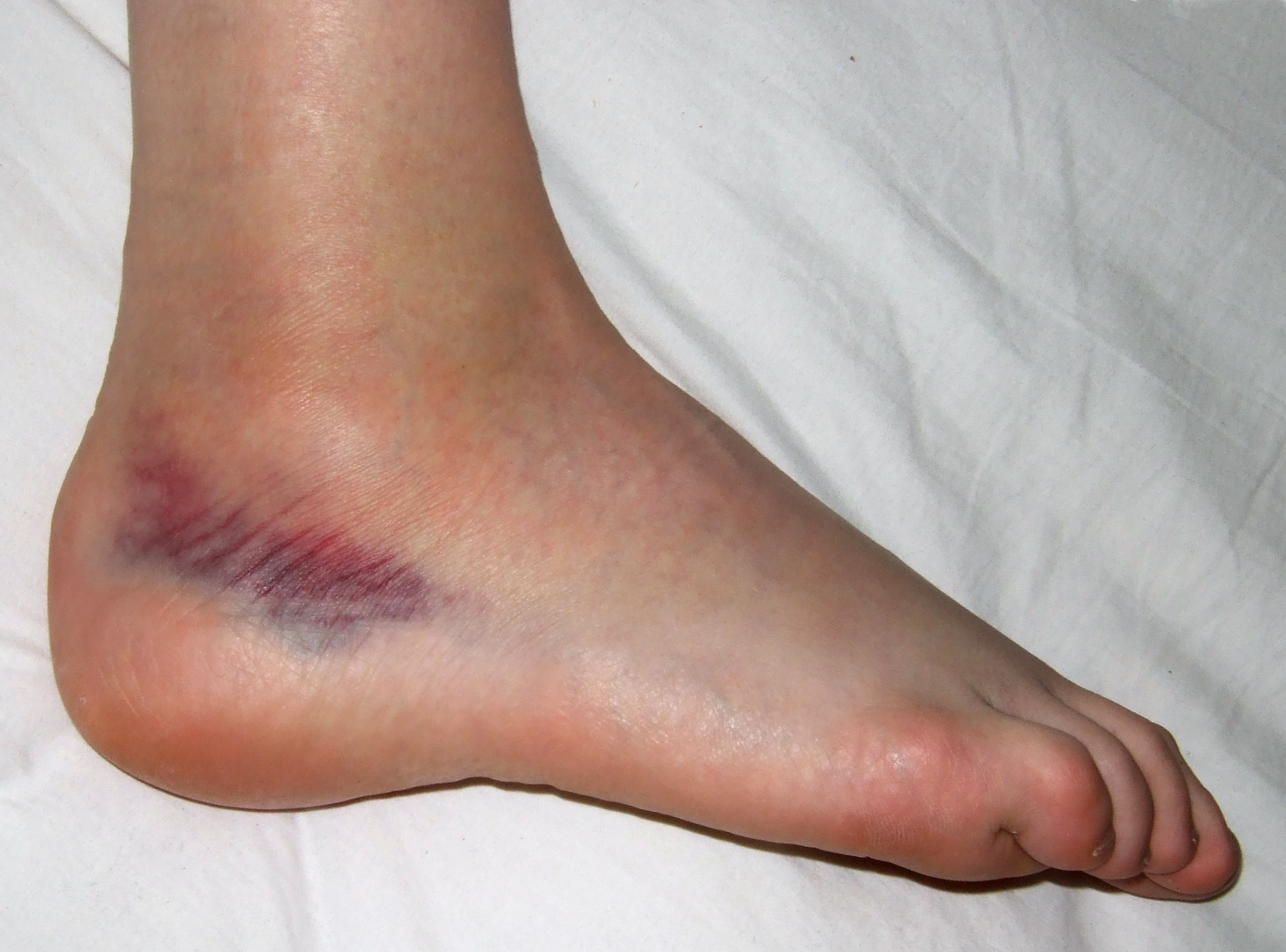
Ушиб, вызванный вывихнутой лодыжкой

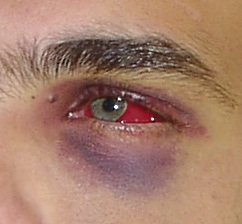
Чёрный глаз и субконъюнктивальное кровоизлияние после удара по лицу

Возникает обычно в результате удара тупым предметом или при падении.

## Последствия ушибов
- В результате ушиба голени в области передневнутренней её поверхности, где кожа и подкожная клетчатка прилежат к кости, возможно омертвение кожи и её последующее отторжение.
- При ударах по мало защищённым мягкими тканями костям наступают не только очень болезненные ушибы надкостницы с её отслоением, но и повреждения костей (трещины и переломы).
- Удар в косом по отношению к поверхности кожи направлении может вызвать её отслойку вместе с подкожной клетчаткой.
- При ушибе мягких тканей в месте повреждения нарастает кровоизлияние и образуется более или менее выраженная припухлость. Кровь постепенно пропитывает ткани, может скапливаться «гемартроз».
- При ушибе сустава (например, коленного) через несколько часов после травмы его объём увеличивается, нарушается функция, усиливается боль (особенно при движениях). Нога в этом случае слегка согнута, её разгибание резко болезненно.
- При ушибе головы может отмечаться лишь незначительная припухлость красного цвета («шишка»), которая не причиняет много хлопот. Однако если травма сопровождалась потерей сознания, слабостью, тошнотой, рвотой и т. п., то, скорее всего, произошло сотрясение или даже ушиб головного мозга.
- При ушибе шеи, кроме повреждения мягких тканей, может вторично нарушаться кровоток в проходящих здесь сосудах, что нарушает кровоснабжение головного мозга.
- При ушибе спины (позвоночника) может нарушаться кровообращение спинного мозга (отмечается снижение чувствительности в конечностях, нарушение функции мышц и т. п.).
- При ушибе грудной клетки могут отмечаться только местные изменения в поверхностных мягких тканях, но при сильном ударе, например в результате падения, может нарушаться дыхание, при ударах в область сердца возможна его остановка.
- Ушиб живота иногда сопровождается повреждением внутренних органов (например, разрыв печени, селезёнки, сопровождающиеся внутренним кровотечением).
- Нередко в месте приложения травмирующей силы, особенно при отслойке кожи, наблюдаются ссадины и неглубокие ранения кожи, которые служат входными воротами возбудителей различных инфекций.

## Первая помощь при ушибе
В первую очередь нужно приложить что-то холодное. Холод уменьшает боль и быстрее снимает кровоизлияние. Можно приложить к области ушиба смоченное в ледяной воде полотенце или пузырь со льдом. Намазать крем Лемакол или Бепантен . Через 3 часа после получения ушиба на ушиб накладывают давящую (но не слишком тугую, чтобы не нарушала кровотока) повязку на ближайшие два дня.

## Ушиб в ветеринарии
Клиническими симптомами ушиба мягких тканей млекопитающих являются припухлость, кровоподтёк, боли, нарушение функций. Припухлость тем больше, чем рыхлее подкожная клетчатка. Нарушение функции ткани или органа является результатом пропитывания их кровью и лимфой и легче всего обнаруживается при ушибах конечностей, особенно вблизи сустава, подвижность которого вследствие этого ограничивается. При больших гематомах в период рассасывания может наблюдаться повышение температуры тела. При обширных ушибах, особенно с повреждением сосудов и нервов, вследствие нарушения питания могут быть некрозы кожи и подлежащих мягких тканей, сдавление нервов с расстройством их двигательной, чувствительной и трофической функций.